# St-Wulfran (Abbeville)

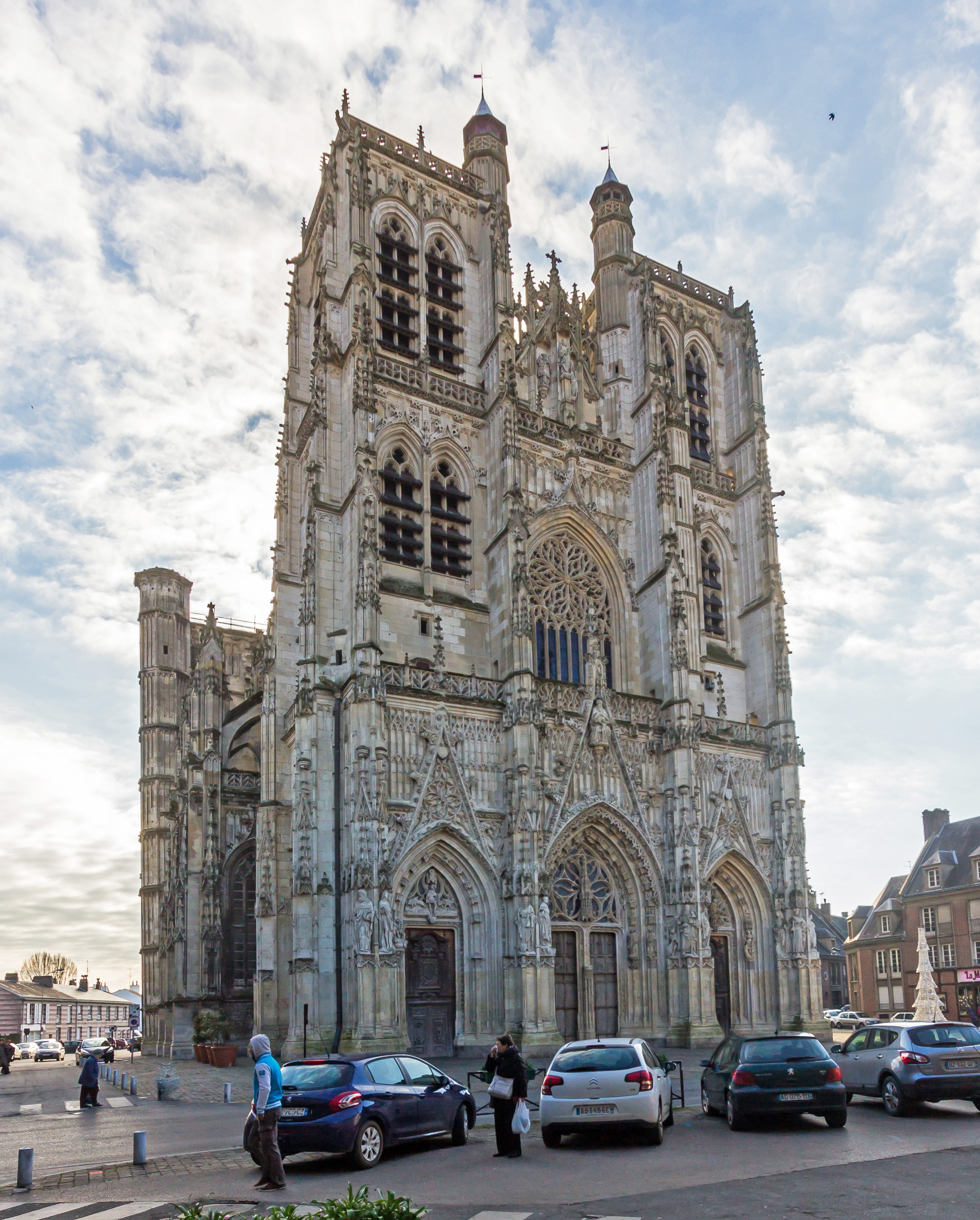
Ansicht der Stiftskirche Sankt Wulfram von Nordwesten

Die römisch-katholische Stiftskirche Sankt Wulfram befindet sich in Abbeville im Département Somme. Seit dem 12. Jahrhundert unter das Patronat des heiligen Wulfram von Sens gestellt, bildet sie zusammen mit der Abteikirche von Saint-Riquier und der Kapelle zum Heiligen Geist in Rue eines der bedeutendsten Beispiele der Spätgotik (Flamboyant-Gotik) in der Picardie. Die Stiftskirche ist seit dem Jahr 1840 als Monument historique gelistet.

## Geschichte

### Ursprünge des Baudenkmals
An der Stelle der heutigen Stiftskirche Sankt Wulfram befand sich früher eine Pfarrkirche, die der Gottesmutter Maria Notre Dame geweiht war. Im 12. Jahrhundert gründete der Graf von Ponthieu, nachdem er die Reliquien des heiligen Wulfram von Sens überführt hatte, ein Stiftskapitel von 26 Säkularkanonikern. Die Kirche erhielt somit den Namen Stiftskirche Sankt Wulfram.
Die Schreibweise des Namens variierte von Sankt Wulfram über Sankt Wlfran (wobei das W als Vu gelesen wurde) bis Sankt Vulfran.

### 15. und 16. Jahrhundert
Am Ende des 15. Jahrhunderts wurde die Stiftskirche auf sumpfigem Boden in einem Talgrund neu errichtet, der sich zu jener Zeit in der Nähe eines Seitenarms der Somme befand. Die Grundsteinlegung erfolgte am 7. Juni 1488. Zunächst wurde bis 1539 das Langhaus errichtet, während der Chor der Vorgängerkirche weiterbenutzt wurde. Nach dem Ende der Hugenottenkriege und des Dreißigjährigen Kriegs wurde zwischen 1661 und 1663 der neue Chor errichtet.
Ein Zeitalter des Wohlstands ließ die Realisierung des Schmucks dieser Kirche im Stil der Spätgotik (Flamboyant-Gotik) zu.
Das Kapitel von Sankt Wulfram wünschte sich, die schönste Kirche im Ponthieu sein eigen nennen zu können. Um dies zu erreichen, bat es um die finanzielle Unterstützung des Königs Karl VIII., des Grafen von Ponthieu und der Stadt Abbeville. Der Westteil, wo an der Basis der Türme der Grundstein gelegt worden war, war im Jahr 1502 praktisch fertiggestellt, was erlaubte, mit der Ostfassade zu beginnen. Am 4. April 1520 wurde Jean Crétel, Steinmetzmeister aus Tours-en-Vimeu, mit der Bauleitung des Gebäudes beauftragt. Die Steine wurden aus den Steinbrüchen von Beaumetz und von Pont-Rémy herbeigeholt.
Bis zum Jahr 1539 beschleunigte sich das Tempo der Bauarbeiten. So waren 1532 die Türme soweit fertiggestellt, dass sie die Glocken hätten aufnehmen können. Doch es mangelte den Bauherren an Mitteln, was die Arbeiten zum Stillstand brachte. Im Jahr 1539 wurden der Überlieferung nach die Bauarbeiten eingestellt, nachdem die beiden Türme vollendet waren, ebenso wie die fünf Joche des Haupt- und der Seitenschiffe und die sechs Seitenkapellen. Eine Mauer schloss die drei Schiffe im Osten provisorisch ab. Im 17. Jahrhundert wurde einer Bruderschaft die Erlaubnis erteilt, ihre Kapelle zu vergrößern, was die Fläche der Stiftskirche etwas verringerte.
Die Hugenottenkriege (1562–1598) und der Französisch-Spanische Krieg (1635–1659) stoppten die Bauarbeiten. Zwar erreichte 1621 die Bruderschaft der Kurzwarenhändler, dass die Arbeiten zum Bau eines neuen Chors, dessen Gründung 1573 begonnen worden war, wieder aufgenommen wurden. Aber es dauerte bis zum Beginn der Regentschaft von Ludwig XIV., von 1661 bis 1663, ehe der Chor vollendet werden konnte. Im Jahr 1691 wurden die drei oberen Fenster der Apsis mit Glasscheiben geziert. Es dauerte also noch bis zum Ende des 17. Jahrhunderts, bis der östliche Teil der Stiftskirche vollendet war.

### Seit der Französischen Revolution
Während der Französischen Revolution wurde Sankt Wulfram zu einem „Tempel der Vernunft“, in dem am 8. Juni 1794 ein Fest zu Ehren des Kultes des höchsten Wesens gefeiert wurde.
Das Gebäude ist als historisches Baudenkmal eingestuft und taucht bereits in der Liste der französischen Baudenkmäler von 1840 auf, dem ersten derartigen in Frankreich erstellten Verzeichnis. 1852 führte ein alarmierender Bericht des Architekten Eugène Viollet-le-Duc dazu, dass der Bürgermeister von Abbeville verbot, dort Gottesdienste abzuhalten, da sich das Gebäude damals in Gemeindeeigentum befand. In den 1860er Jahren begannen Restaurierungsbemühungen, um die Standfestigkeit des Bauwerks zu sichern.
Am Beginn des Zweiten Weltkriegs erlitt Abbeville im Zuge des Frankreichfeldzugs am 20. Mai 1940 ein massives Bombardement seitens der deutschen Artillerie, das dort einen verheerenden Brand auslöste. Dieser zerstörte einen Großteil der Stadt und auch der Stiftskirche. Das Gewölbe stürzte ein, nur die ersten Joche des Langhauses, die Türme und die Fassade blieben aufrecht stehen.
Das Gebäude wurde restauriert und seiner Bestimmung als Gotteshaus 1998 wiedergegeben.

## Architektur und Ausstattung

### Außenansicht

#### Hauptfassade

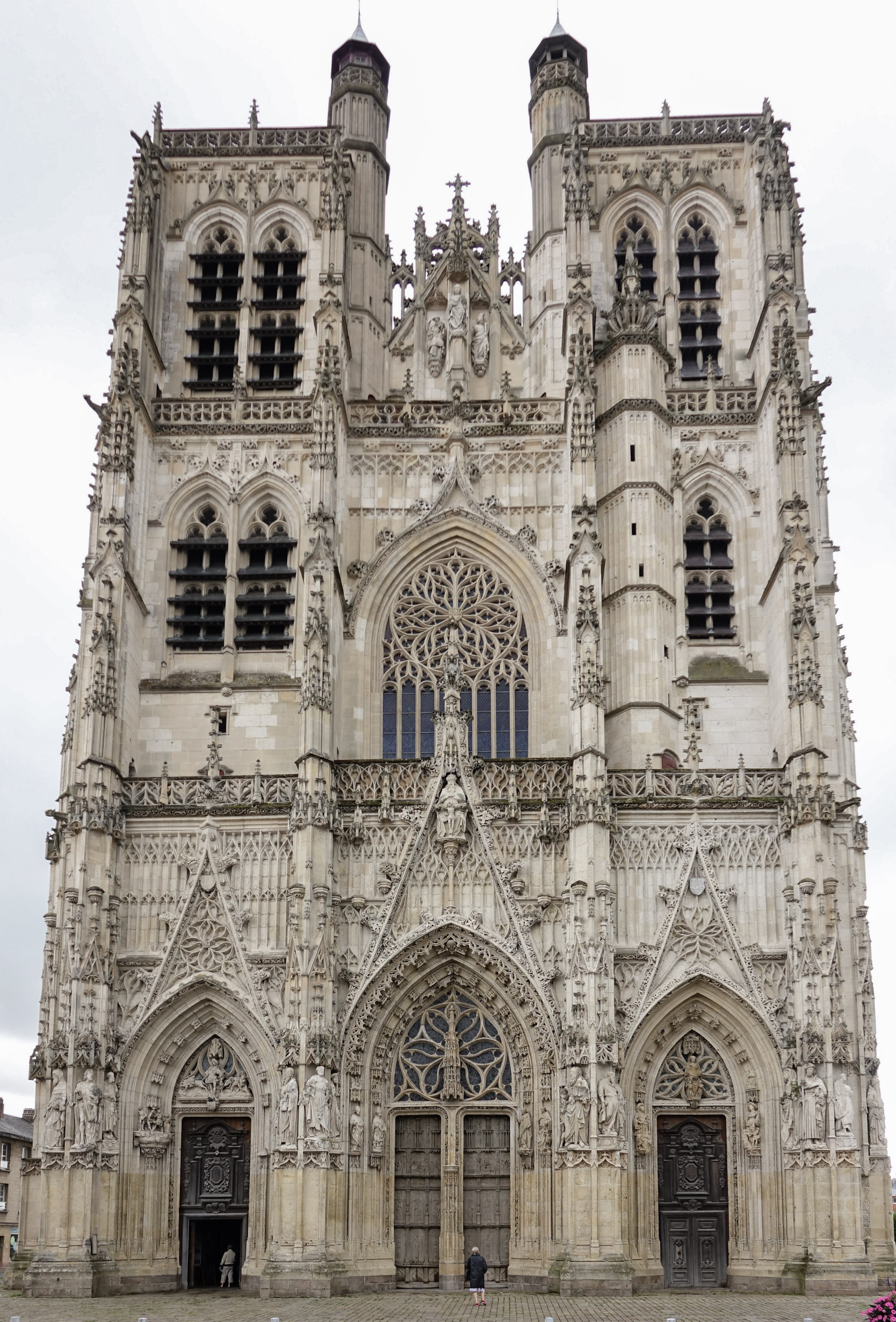
Hauptfassade

Sie erhebt sich über drei Etagen, abgegrenzt durch Balustraden. Drei Portale gewähren Zugang zu den drei Schiffen. Ein großes Fenster erhellt das Hauptschiff zwischen den Doppelfenstern der beiden Türme. Der verzierte Giebel wird von den Obergeschossen der Türme eingerahmt. Der überreiche Skulpturenschmuck um die Portale folgt nicht einem zusammenhängenden Kontext, sondern spiegelt die Frömmigkeit derjenigen Körperschaften wider, die jeweils seine Herstellung finanziert haben.
Unter den Statuen am Hauptportal erkennt man, von links nach rechts, den heiligen Wulfram von Sens, den heiligen Nikolaus mit den drei wieder zum Leben erweckten Kindern (Patron der Seefahrer und der Händler), den heiligen Firmin (Patron der Böttcher, welche die Statue spendeten) und zum Schluss den heiligen Germain l’Écossais. Im Tympanon des Hauptportals ist zwar die Christusstatue verschwunden, aber Gottvater thront mit dem gekreuzigten Christus auf den Knien im oberen Teil des Giebels. Die Figuren in den Archivolten stellen Szenen aus dem Leben Christi dar.
Die geschnitzten Türflügel gehören stilistisch bereits zur Renaissance. Sie zeigen Szenen aus dem Leben der Jungfrau Maria und Apostelfiguren. Sie wurden von Tischlern aus der Picardie geschaffen, die als Huchiers bekannt waren, da ihre Spezialität war, insbesondere große Holztruhen, sog. Huches, für Kirchen und Wohnhäuser herzustellen.
Am Nordportal erkennt man im Tympanon die Legende des heiligen Eustachius, dem von einem Löwen auf der rechten Seite und einem Wolf zu seiner Linken seine beiden Söhne geraubt werden. Links in der Laibung ist die in der Legende vorhergehende Episode abgebildet, in der Eustachius auf der Überfahrt von Kleinasien nach Ägypten ins Meer geworfen wird.
Am Südportal erkennt man die Statue, welche die Aufnahme Mariens in den Himmel darstellt, begleitet links von Maria Kleophae und rechts von Maria Salome mit ihren Kindern, alle mit Renaissanceroben bekleidet. Diese Statuen sind das Werk von Pierre Lheureux aus dem Jahr 1501. Sie wurden von der Bruderschaft der Kurzwarenhändler gestiftet.
Die Glockentürme erheben sich zu einer Höhe von 55,80 m.

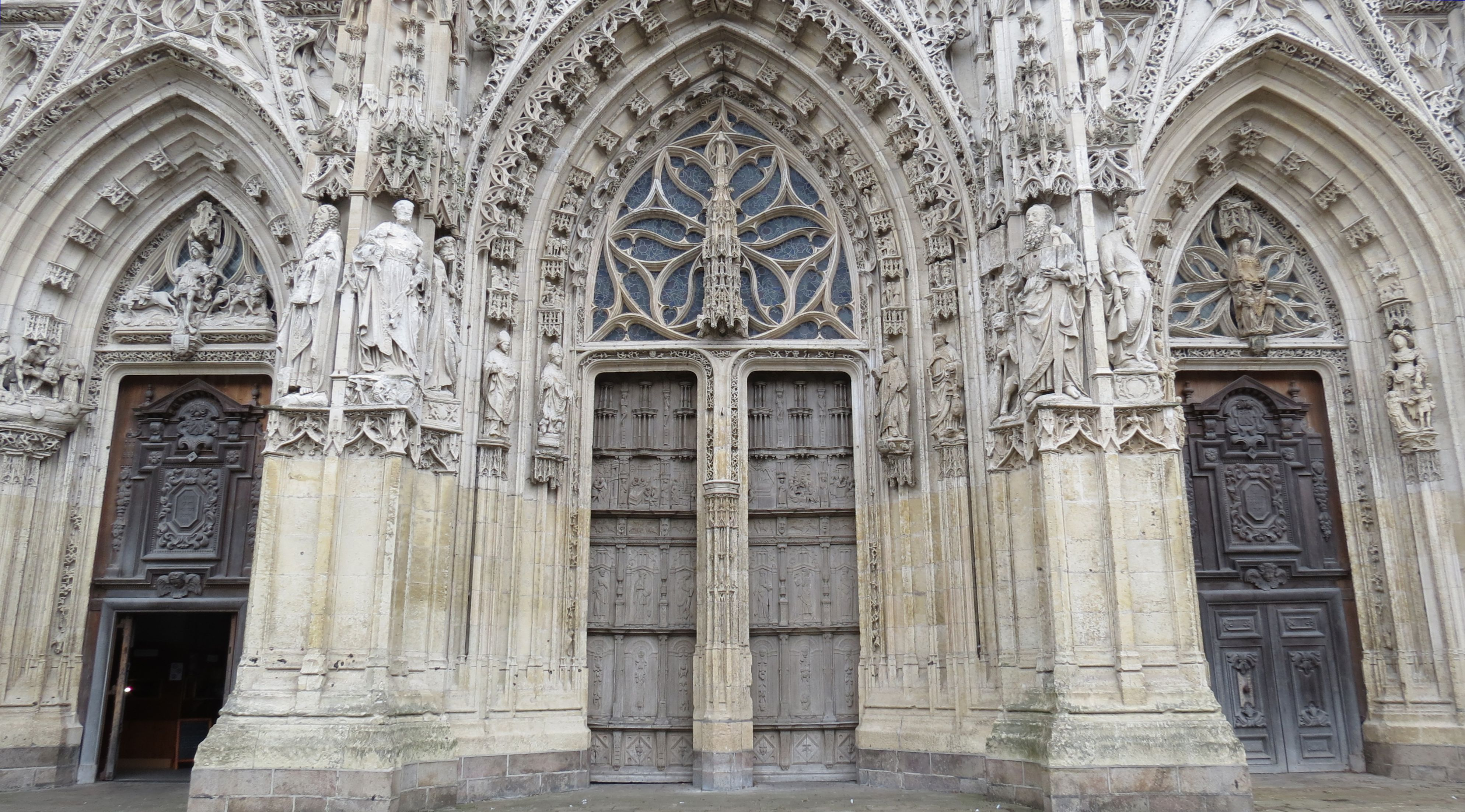
Portale der Westfassade
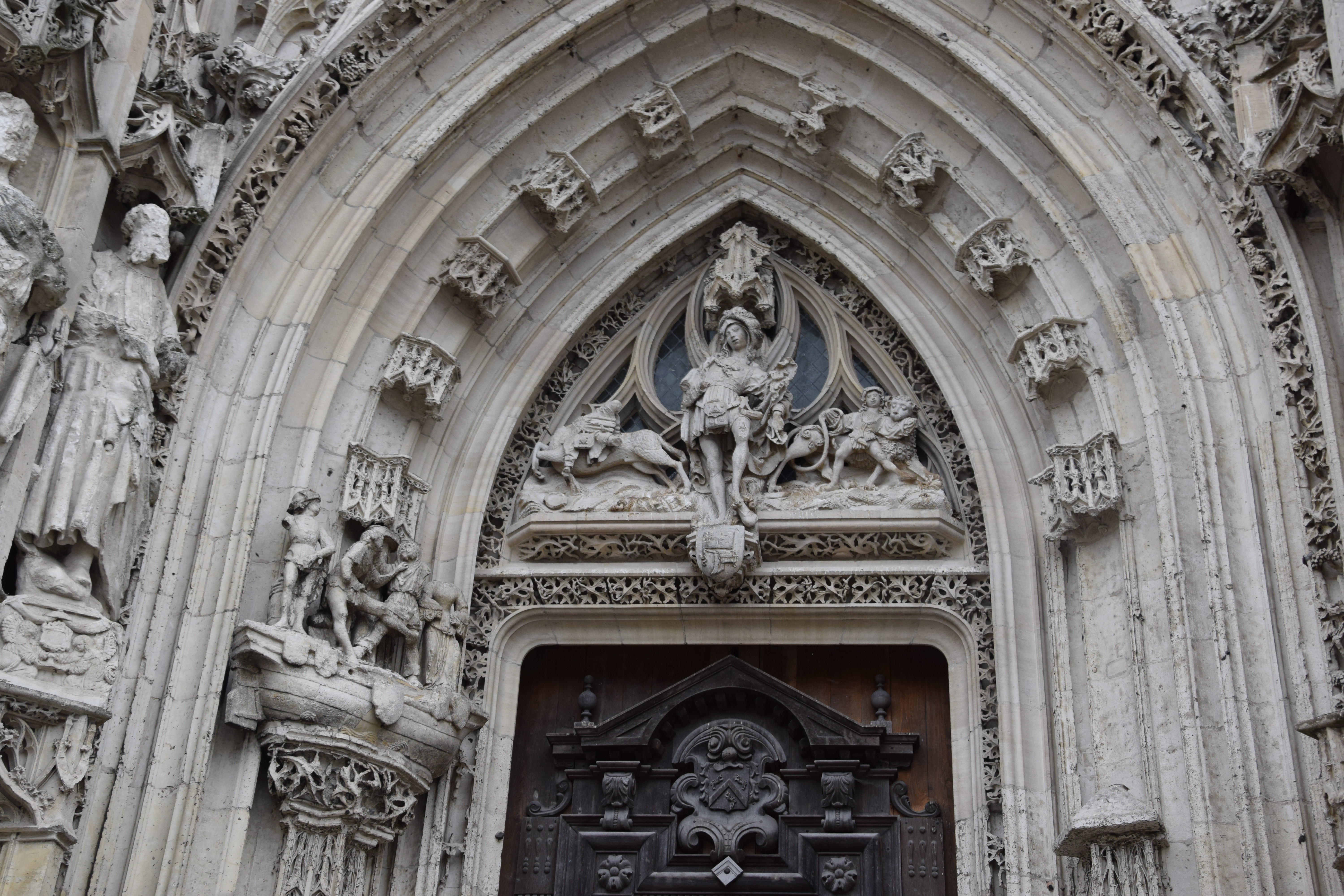
links: Portal des heiligen Eustachius
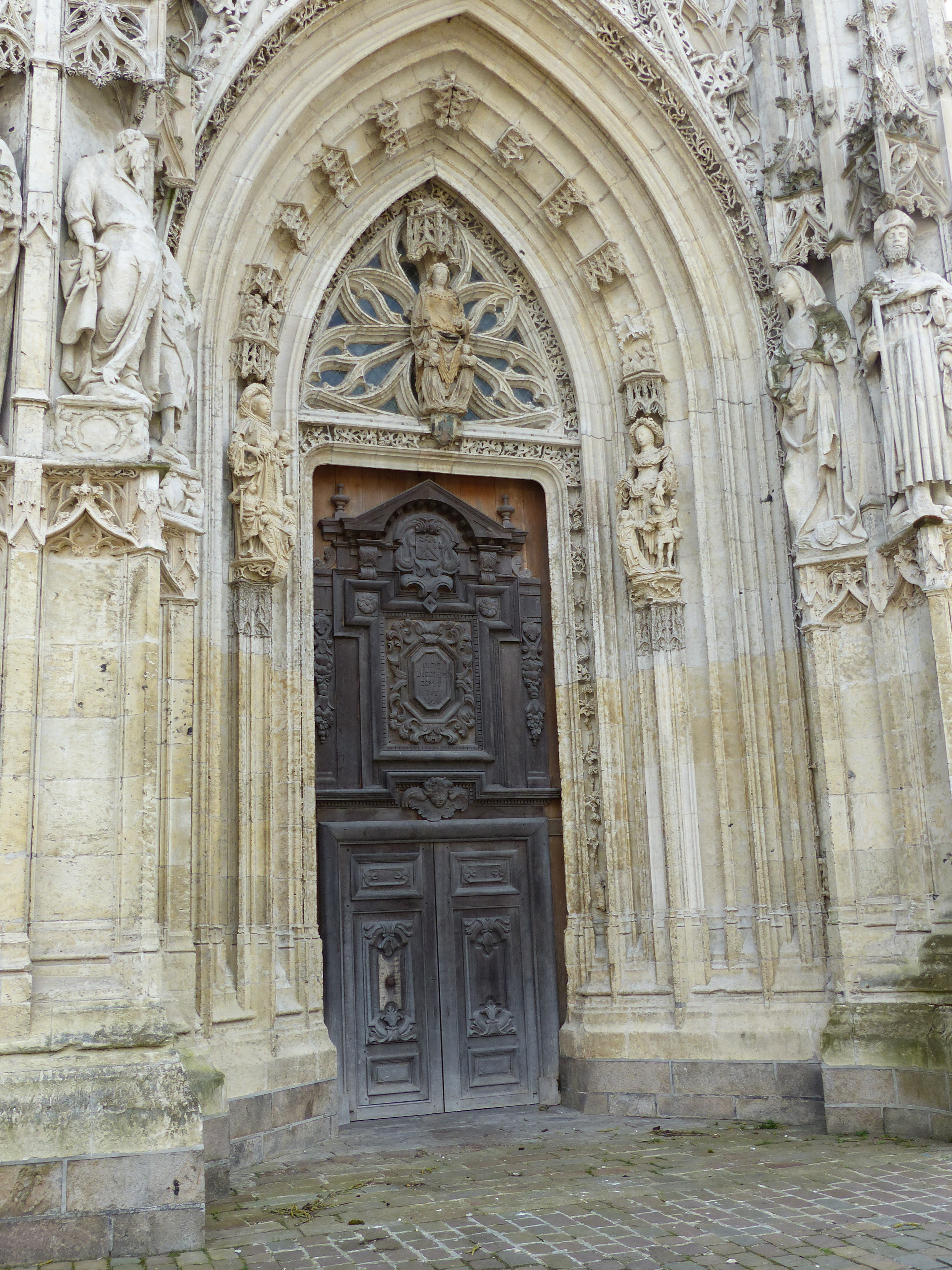
rechts: Portal Mariä Aufnahme in den Himmel

#### Seitenfassaden und Chor
Die Seitenfassaden wurden im ersten Teil des Kirchenschiffs durch Pfeiler und Strebebögen verstärkt. Die Westwand des unvollendet gebliebenen Querschiffs mit ihrem Flamboyantdekor hat sich erhalten. Der Ostteil des Gebäudes mit der Verlängerung von Haupt- und Seitenschiffen und ebenso der Chor, der durch Strebepfeiler verstärkt ist, wurde im 17. Jahrhundert in einem wesentlich nüchterneren Stil erbaut.

### Inneres

#### Langhaus
Das Hauptschiff ist in seinem aus dem 15. Jahrhundert stammenden Teil relativ schmal (Breite 9,10 m), das Gewölbe hat seinen Scheitelpunkt bei 31,7 m. Dies schafft einen Eindruck großer Höhe, da das Verhältnis von Höhe zu Breite 3,5 beträgt, im Vergleich zu 2,8 in der Kathedrale von Amiens. Die großen gotischen Bögen ruhen auf rautenförmigen Pfeilern mit prismatischen Vorlagen. Das blinde Triforium ist mit einer Balustrade geschmückt und wird von hohen Fenstern überragt. Die Kreuzrippengewölbe mit Liernen und Tiercerons werden von hängenden Schlusssteinen geschmückt, in die die Wappenschilde der Stifter gemeißelt sind, die den Bau der Kirche finanzierten. Das Hauptportal wird von einer Empore überdeckt.
Die hölzerne Kanzel aus dem 17. Jahrhundert wurde restauriert und 2002 wieder an ihren Platz im Langhaus gesetzt.

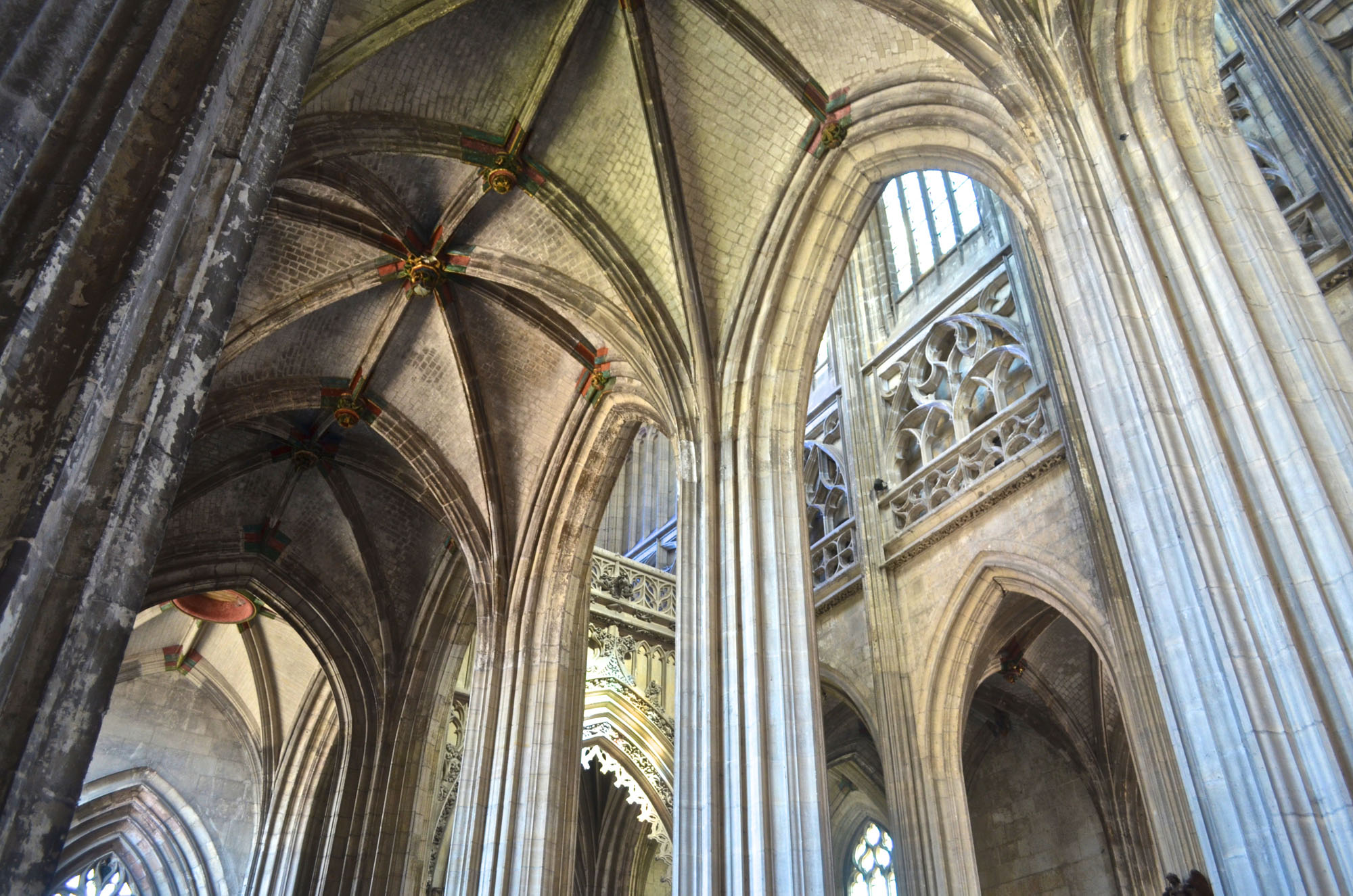
Quer- und Hauptschiff.
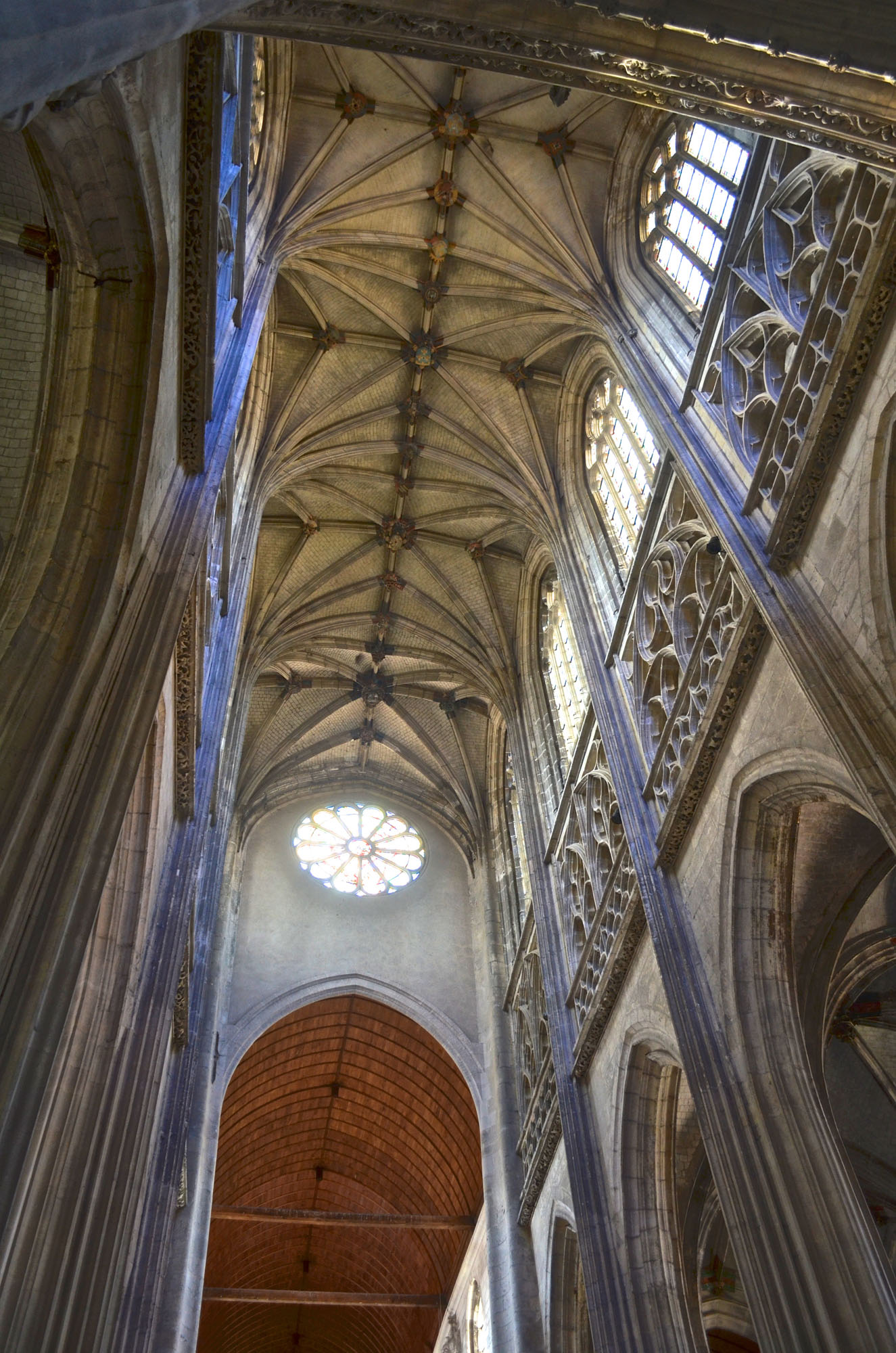
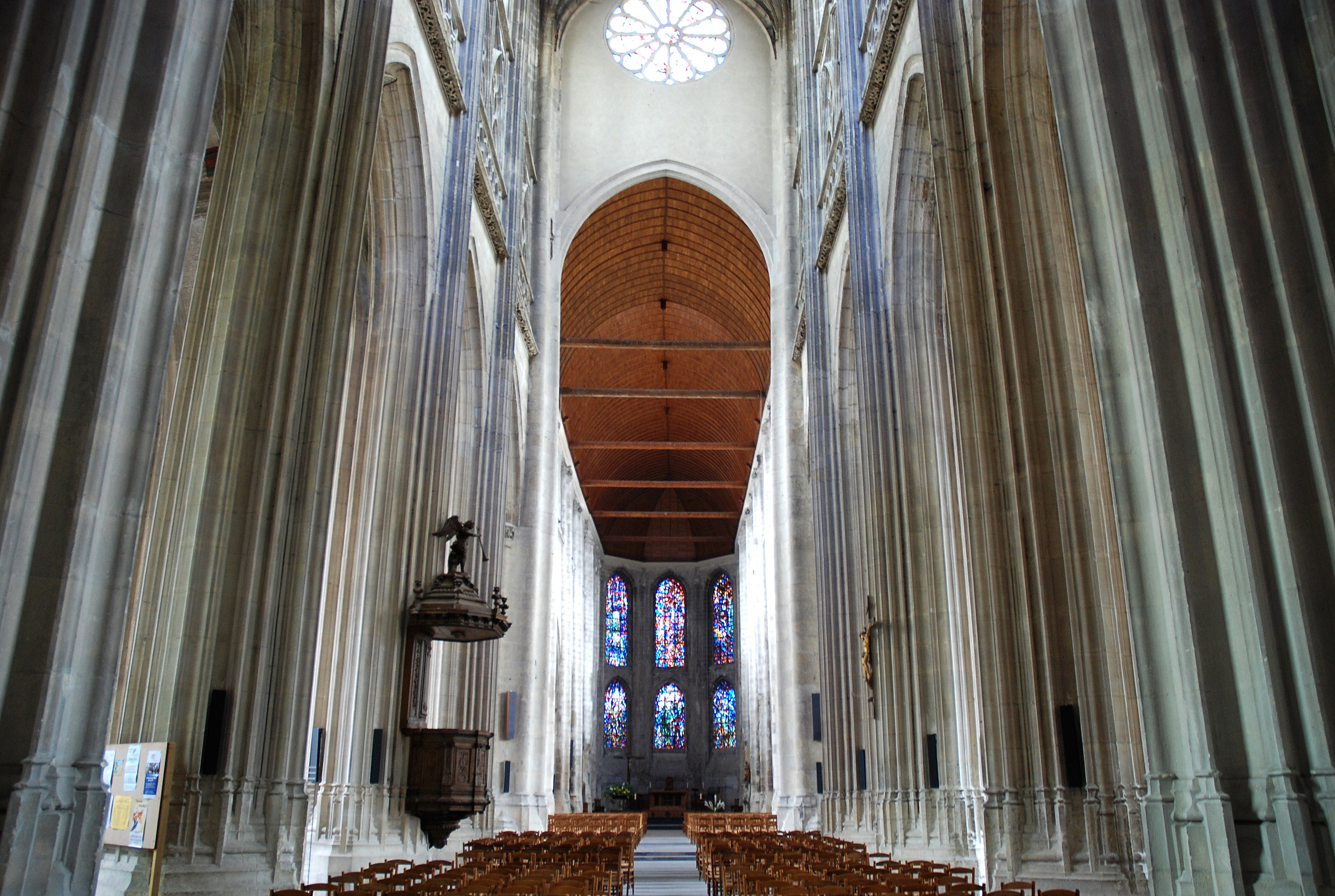
Gewölbe des Langhauses und des Chors.
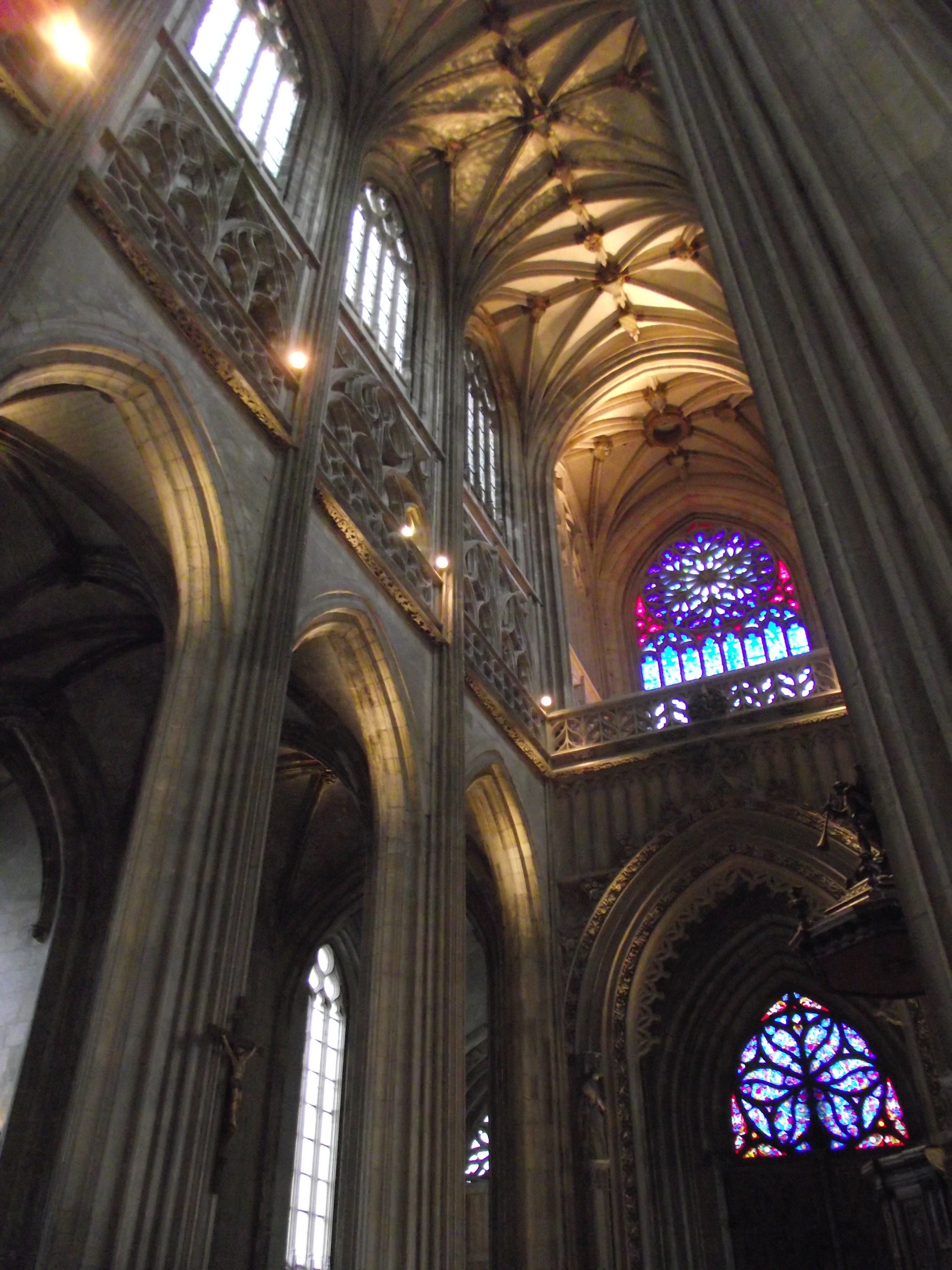
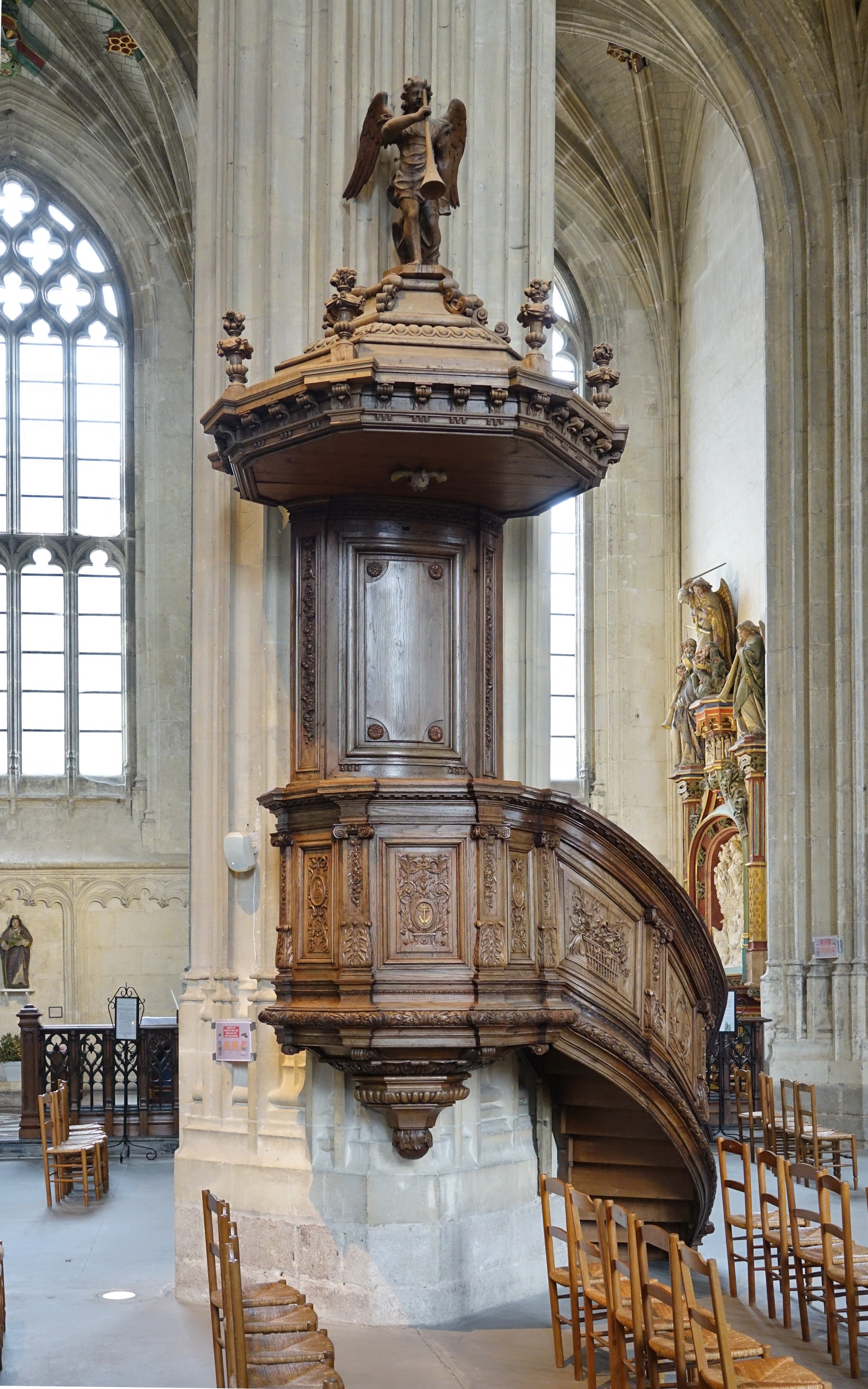
Kanzel (17. Jahrhundert).

#### Seitenschiffe
Jedes der beiden Seitenschiffe weist jeweils drei Kapellen auf.
Im südlichen Seitenschiff sind dies:
- Die Kapelle des Hl. Johannes des Täufers: Hier findet sich ein Altarretabel mit der Taufe Jesu aus mehrfarbigem Stein, dessen Original aus der Renaissance stammte. Das Werk wurde 1849 von den Gebrüdern Aimé und Louis Duthoit aus Amiens neu angefertigt.[4] Unterhalb der Statue von Gottvater ist auf einem goldenen Spruchband eingraviert: Tu es filius meus dilectus (= „Du bist mein auserwählter Sohn“).
- Die Kapelle des hl. Yves (Ivo von Chartres) und der hl. Anna: Sie besitzt einen der hl. Anna gewidmeten Altar, dessen Retabel vom Beginn des 16. Jahrhunderts im Musée Boucher-de-Perthes in Abbeville aufbewahrt wird. Er zeigt in drei Szenen die Hochzeit Annas mit Joachim, die Ankündigung der Geburt Jesu und schließlich die Geburtsszene in Bethlehem. Oberhalb des Retabels befinden sich beiderseits drei Statuen, links der hl. Nikolaus (wieder mit den drei wieder zum Leben erweckten Kindern), rechts oben der hl. Andreas und darunter die hl. Katharina von Alexandrien. Dem Altar gegenüber hängt ein Gemälde des italienischen Malers Guido Reni aus dem 17. Jahrhundert, das das Martyrium des hl. Sebastian zeigt. Das Gemälde und sein vergoldeter Rahmen wurden 2013 restauriert.
- Die Kapelle des hl. Cyriakus: Hier befindet sich in einer Grabnische eine Skulptur des vom Kreuz abgenommenen Jesus aus dem 18. Jahrhundert. Die Wandmalereien im Stil des Art déco stammen vom Maler Victor-Ferdinand Bourgeois aus dem Jahr 1931.

Im südlichen Seitenschiff findet man weiterhin:
- den marmornen Taufstein aus dem 18. Jahrhundert
- an einem Stützpfeiler eine hölzerne Statue des hl. Johannes des Täufers aus dem 16. Jahrhundert
- ein Gemälde des Schweizer Malers Charles Gleyre mit dem Titel Der hl. Johannes empfängt die Vision der Apokalypse.

Im nördlichen Seitenschiff befinden sich:
- Kapelle des hl. Ludwig: Sie wurde 1492 durch die Familie d’Ailly errichtet und enthält ein Retabel in vielfarbigem Stein, das Christi Geburt zeigt (Ende des 15. / Anfang des 16. Jahrhunderts). Auch dieses Retabel wurde zu großen Teilen im 19. Jahrhundert durch die Gebrüder Duthoit rekonstruiert. Es wurde 1994 durch das Atelier Arcams restauriert. Es wird von reich geschmückten Pilastern und zwei Säulchen eingerahmt, die zahlreiche kleine Statuetten enthalten. Das Ensemble wird von drei Statuen überragt, die Christus in Begleitung des hl. Petrus (links) und des hl. Paulus (rechts) darstellen. In dieser Kapelle befindet sich ebenfalls eine Statue der Muttergottes mit dem Kind aus dem 17. Jahrhundert aus bemaltem Holz.
- Kapelle der hl. Engel und des hl. Lukas: Sie enthält ein Basrelief des 16. Jahrhunderts (restauriert 1843), das Jesus und die Ehebrecherin darstellt sowie ein Retabel des 19. Jahrhunderts, gefertigt durch die Gebrüder Duthoit, mit der Darstellung des Jüngsten Gerichts. Die aus Gips geformten Szenen wurden in einen Rahmen des 17. Jahrhunderts gesetzt. Darüber erheben sich drei Statuen, in der Mitte der Erzengel Michael als Seelenwäger, beiderseits begleitet von Posaune blasenden Engeln. Die Statuen stammen von Louis Duthoit von 1848,[10]
- Kapelle des hl. Firmin von Amiens: In dieser findet man ein Gemälde der aus Abbeville stammenden Malerin Hermine Deheirain (* 1798).[4] Es zeigt Christus am Ölberg und wurde der Stiftskirche 1837 von König Louis-Philippe I. überlassen.

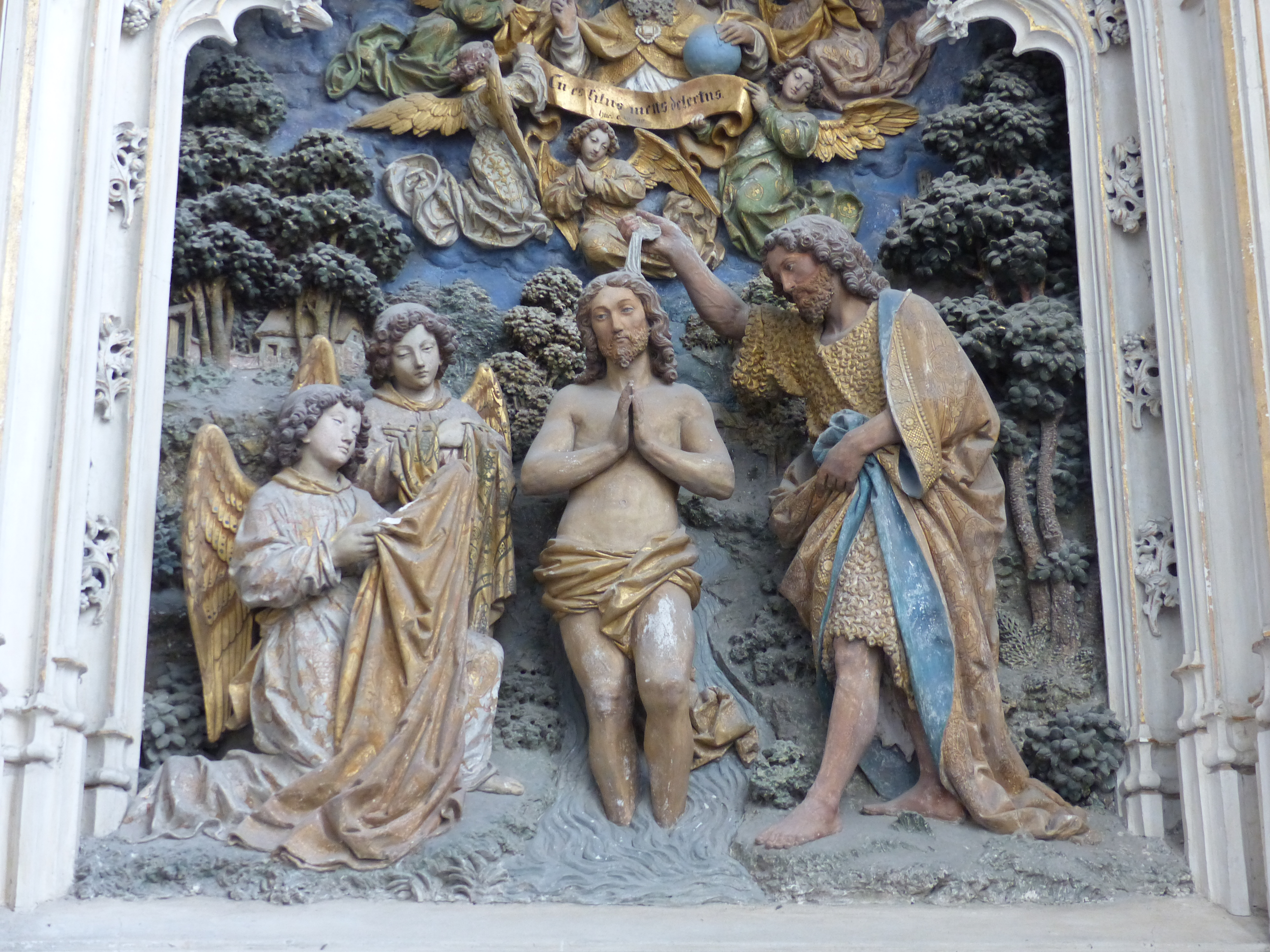
Die Taufe Jesu
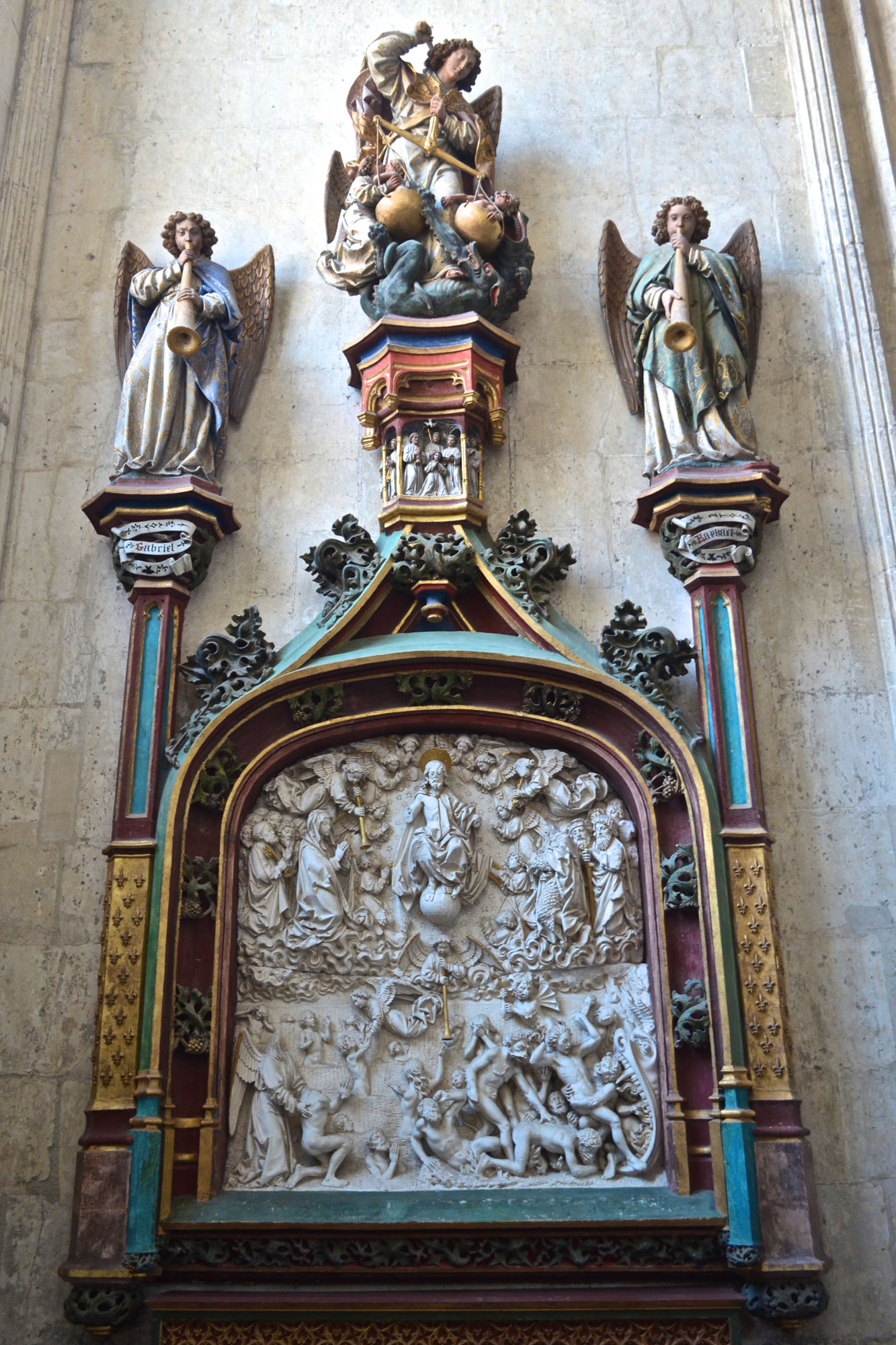
Retabel mit dem Jüngsten Gericht
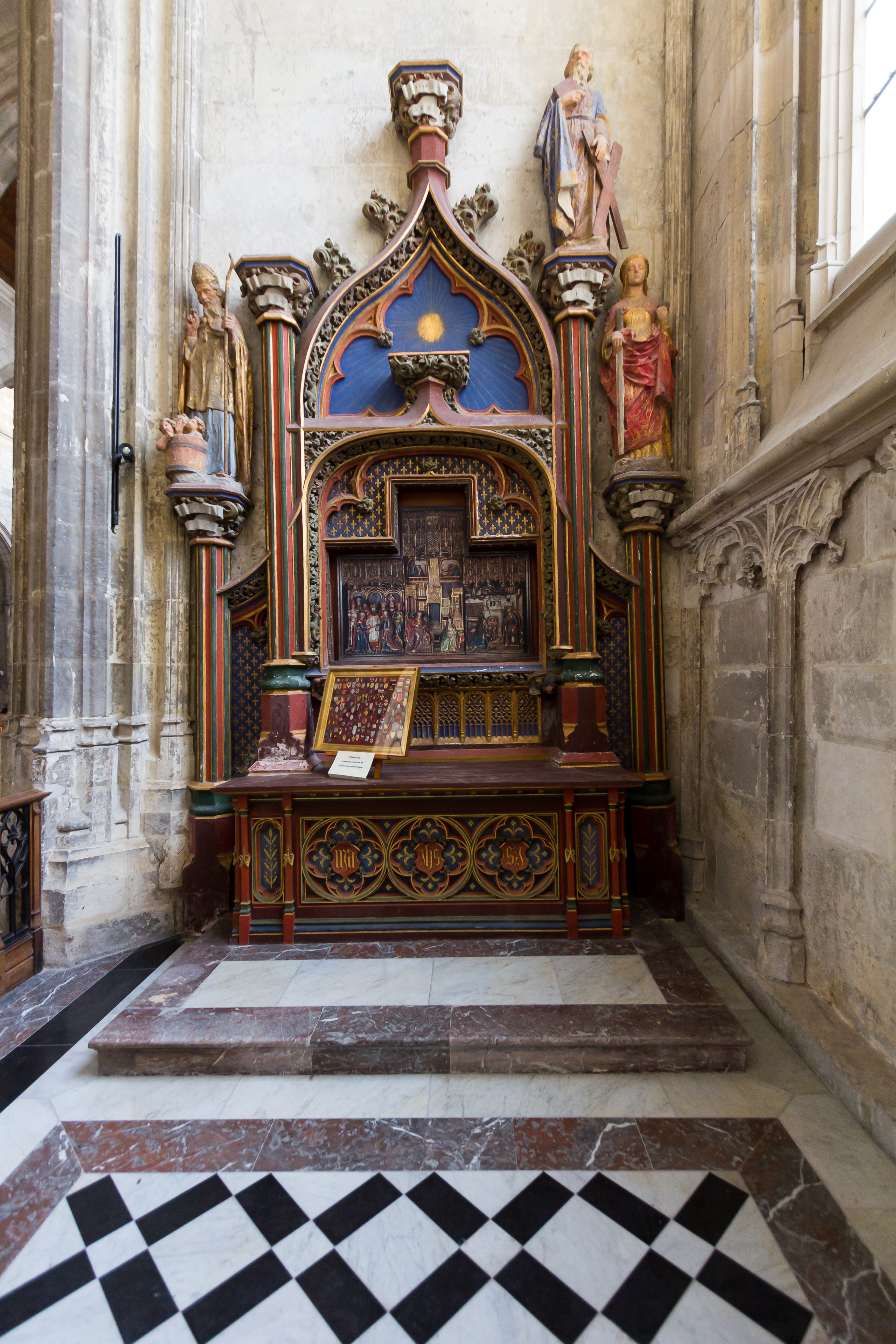
Altar der hl. Anna
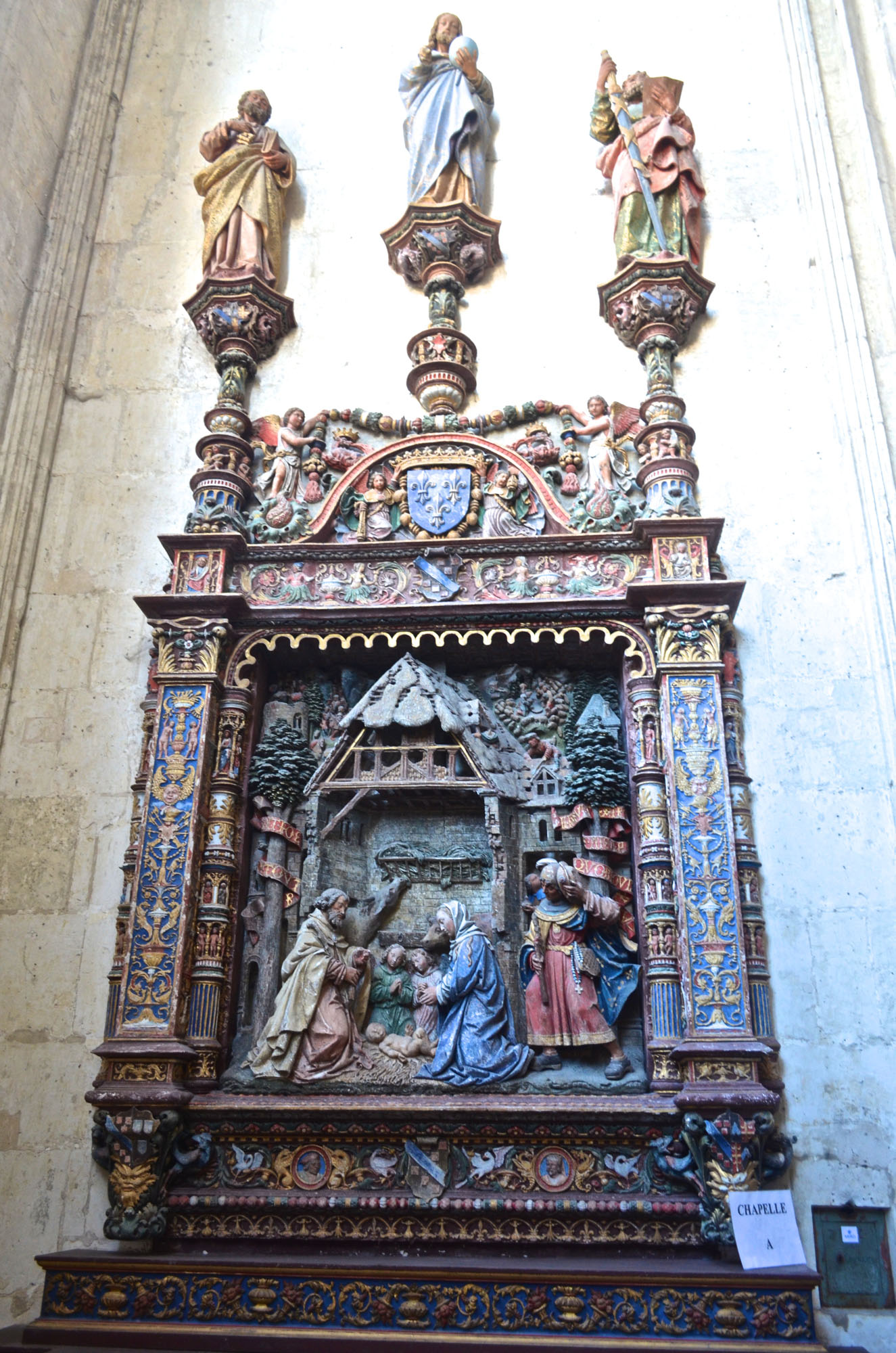
Retabel mit Christi Geburt
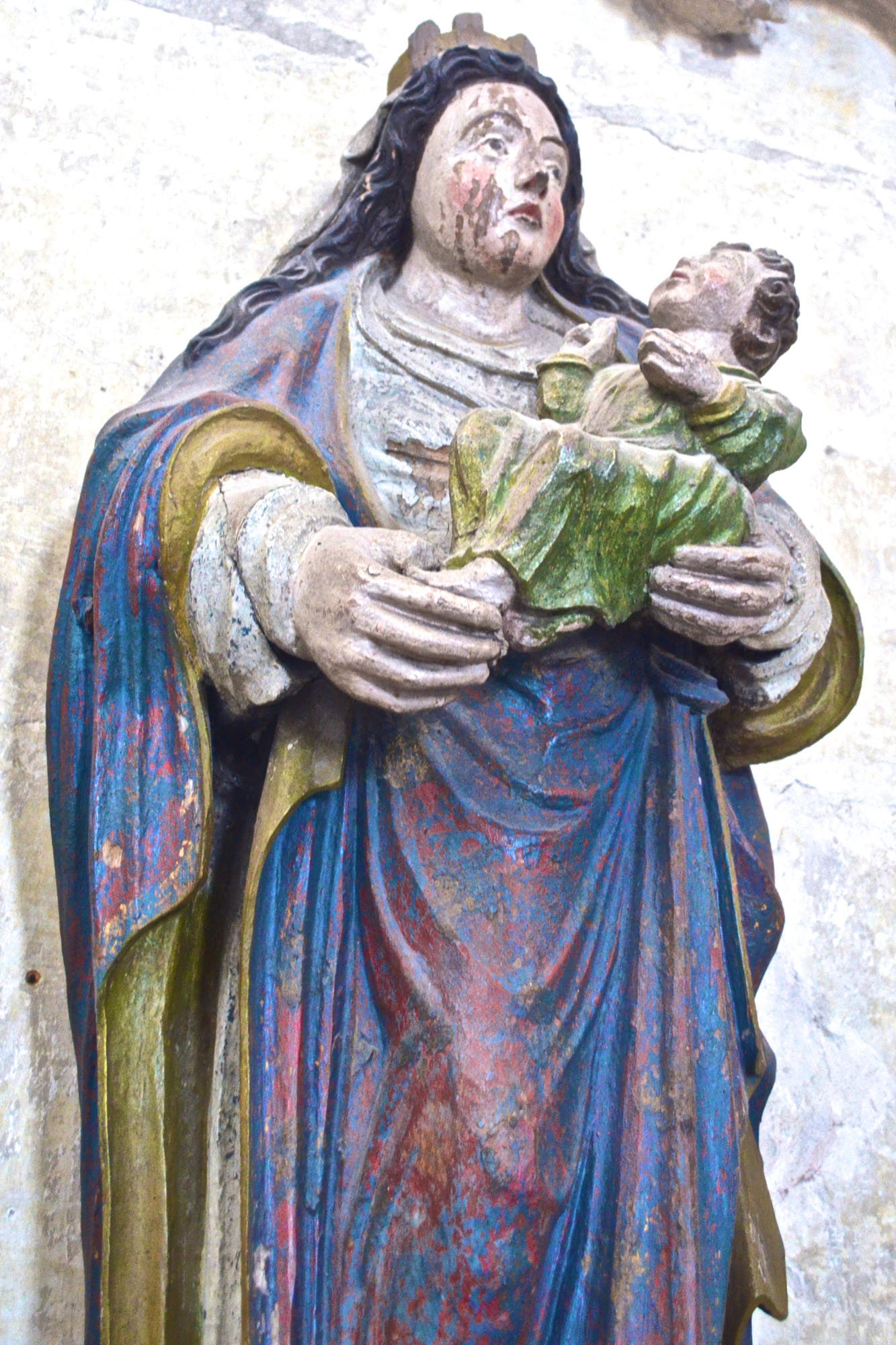
Muttergottes mit Kind (17. Jahrhundert)
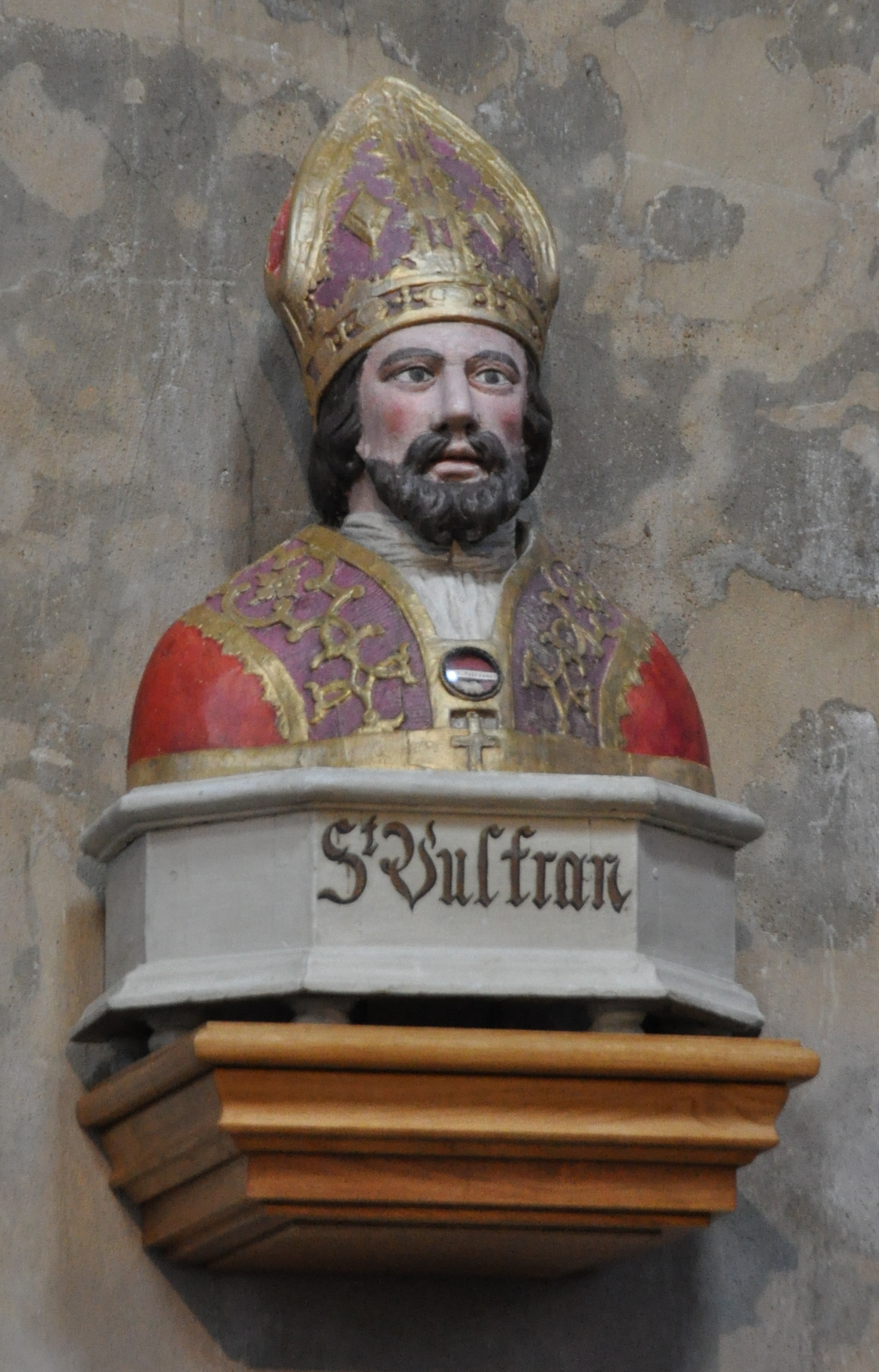
Reliquienbüste des hl. Wulfram
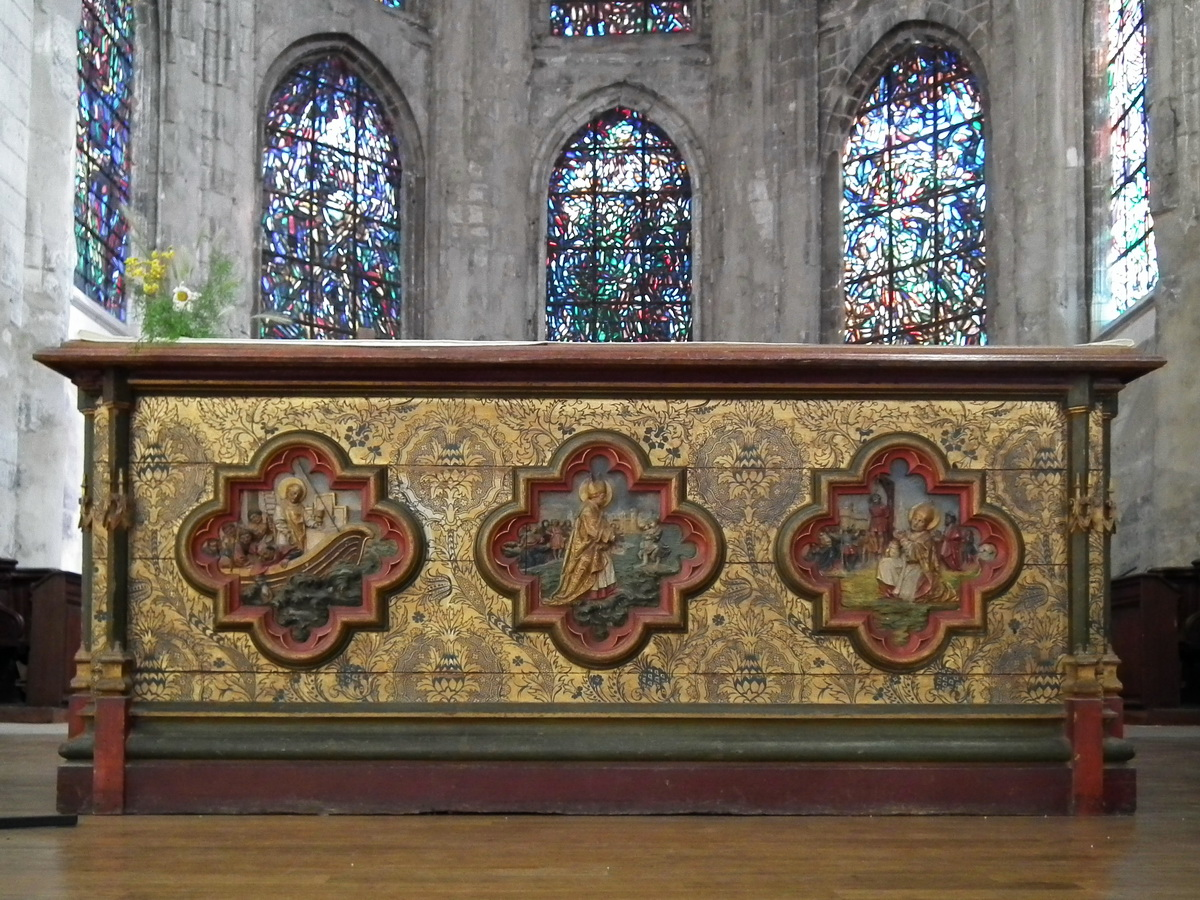
Altar des hl. Wulfram

#### Chor
Der Chor wurde 1661–1663 vollendet, sein hölzernes Chorgestühl fiel dem Bombardement des 20. Mai 1940 zum Opfer. Die Fensteröffnungen sind mit Glasfenstern von William Einstein aus dem Jahr 1962 bestückt. Der Hauptaltar, genannt „Altar des hl. Wulfram“, wurde ebenfalls von Aimé und Louis Duthoit geschaffen. Er ist mit Szenen geschmückt, die Stationen aus dem Leben des Heiligen darstellen.
Die Reliquienbüste des hl. Wulfram aus bemalter Eiche stammt aus dem 17. Jahrhundert, wurde 2013 restauriert und dann im Chor der Stiftskirche aufgestellt. Ein Kruzifix aus mehrfarbigem Holz vom Beginn des 15. Jahrhunderts, eine Statue der Muttergottes mit dem Kind, die der Schlange den Kopf zertritt, aus dem 17. Jahrhundert und ein Lesepult in Form eines Adlers aus dem 18. Jahrhundert komplettieren die Ausstattung des Chors.
1961 wurde eine Chororgel in der Stiftskirche aufgestellt, um die Orgel der Empore zu ersetzen, die 1940 zerstört wurde.

## Stiftskirche Sankt Wulfram in der Malerei
- Georges Bilhaut (1882–1963): Saint-Vulfran vue des ruines de la rue de lHôtel-Dieu, 1940, Öl auf Leinwand, Abbeville, Musée Boucher-de-Perthes.

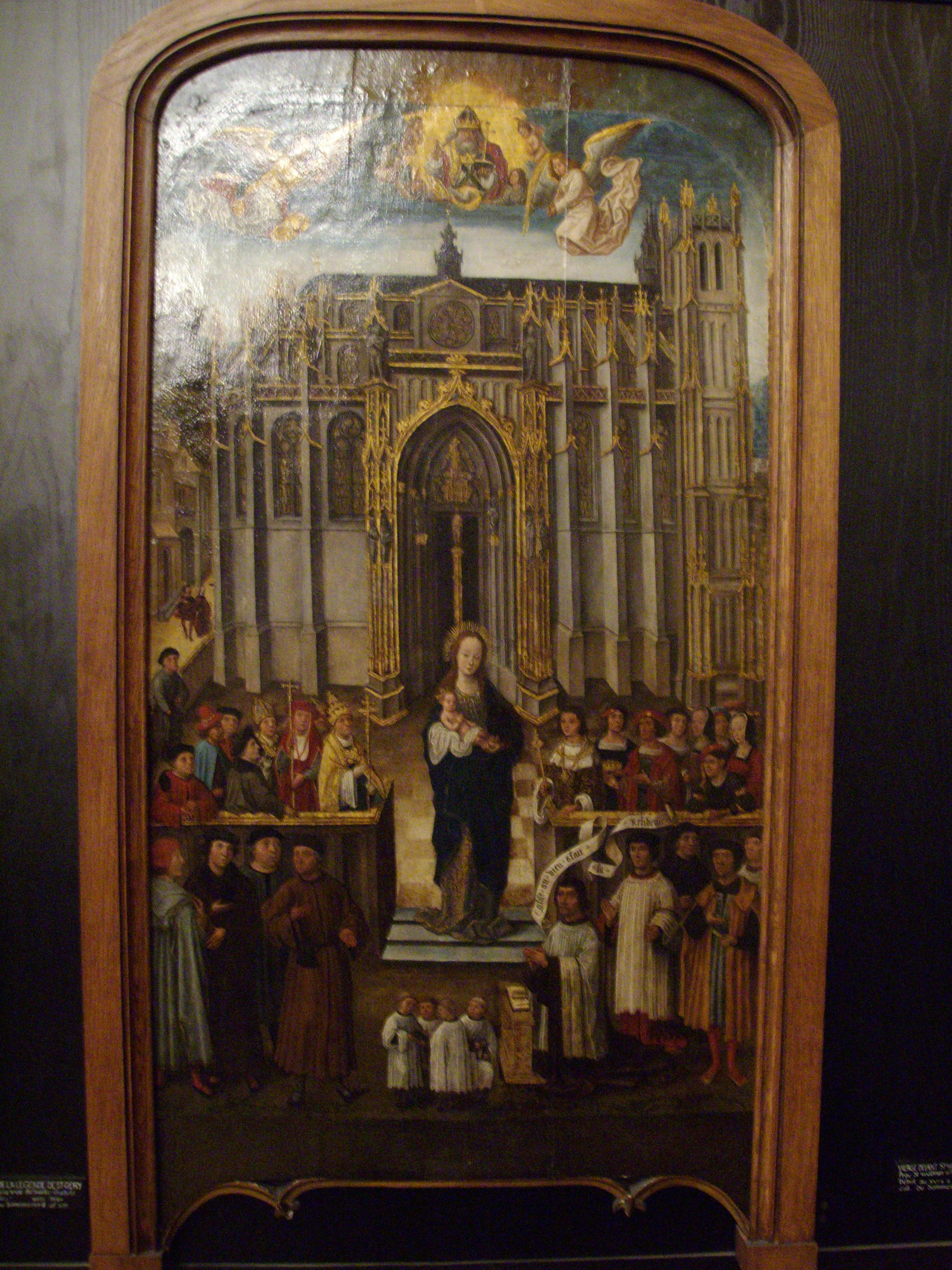
Französische Schule des 15. Jahrhunderts: La Vierge devant Saint-Vulfran d’Abbeville, Paris, Musée de Cluny.
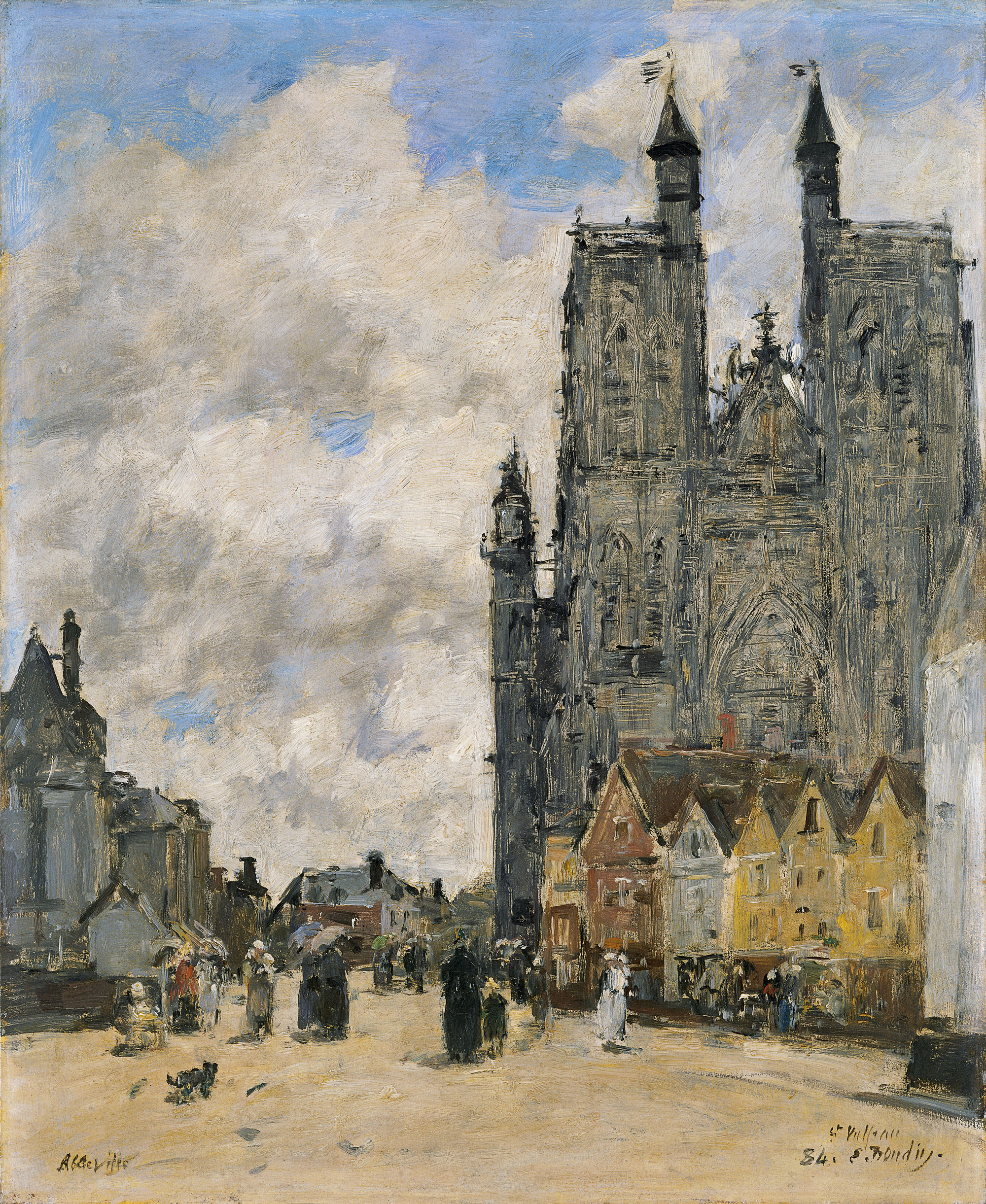
Eugène Boudin: La Place de l’église de Saint Wulfran à Abbeville, (1884), Madrid, Museum Thyssen-Bornemisza
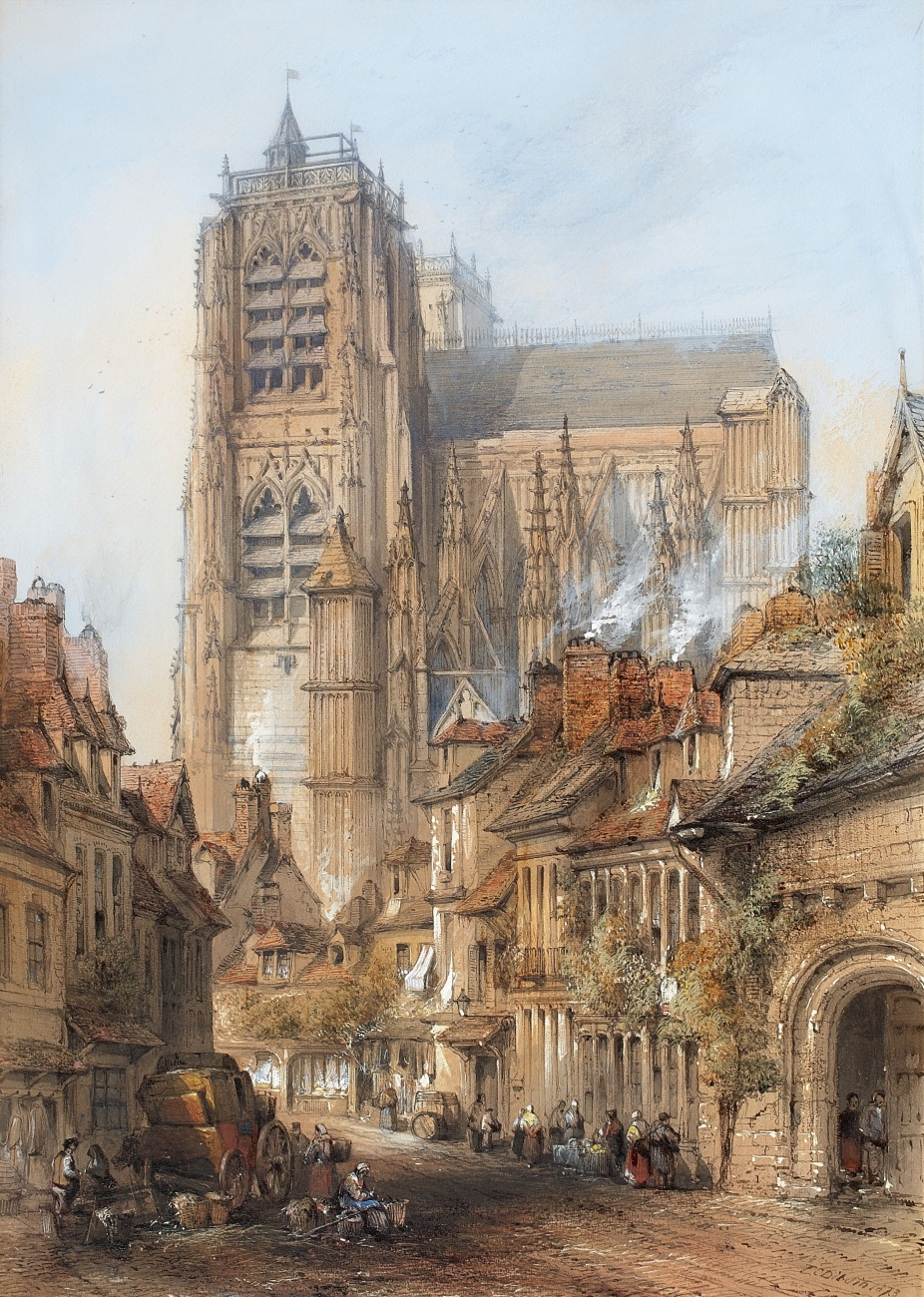
Thomas Colman Dibdin zugeschrieben: Saint Wulfran à Abbeville, (1873), Verbleib unbekannt.

## Stiftskirche Sankt Wulfram in der Literatur
- In seinen Récits de voyages beschreibt Victor Hugo, der sich dreimal in Abbeville aufhielt, die Fassade der Stiftskirche folgendermaßen: vieille façade rongée par la bise et par la lune („alte Fassade, an der Brise und Mondlicht nagen“).
- Die Stiftskirche Sankt Wulfram wird in einer Kurzgeschichte aus Alfred Hitchcocks Sammlung Abscheuliche Geschichten erwähnt.